# نظرية النمط
نظرية النمط أو التنويع (بالإنجليزية: Type theory)‏ في الرياضيات، المنطق والمعلوماتية هي أي نظام شكلي بإمكانه القيام مكان نظرية المجموعات البسيطة، أو دراسة التشكيل بشكل عام، وهي أيضاً منهج لبناء المنطق الصوري توضع بواسطته تفرقة بين الموضوعات ذات المستويات المختلفة (الأنماط)، ويهدف هذا المنهج إلى استبعاد المفارقات أو التناقضات من المنطق ونظرية الأعداد وكان أرنست شرودر أول من وضع نظرية الأنماط، وطبقها على منطق الفئات (1890)، وفي الأعوام 1908 - 1910 بنى برتراند راسل نسقاً تفصيلياً من نظرية الأنماط وطبقة على أساس التفرقة (طبقاً للأنماط)بين :
- الافراد (نمط 1)
- الصفات (نمط 2)
- صفات الصفات (نمط 3)

وكذلك أدخل راسل تقسيم الأنماط إلى رتب، وليست نظرية النمط سوى واحدة من المناهج لإزالة التناقضات في الأساس الرياضي القائم على نظرية التعدد والمنطق الصوري وصاغ بيرتراند راسل نظرية النمط وكان ذلك بسبب اكتشافه تعارضا paradoxon في نظرية المجموعات البسيطة سمية بمفارقة راسل.
تعريف النمط: هو أساس تكرار قيمة، إما بالشكل أو بالأرقام.